# Révolte du coton
La révolte du coton (en néerlandais : Katoenoproer) a lieu à Gand en 1839 lorsque les ouvriers du coton exigent des mesures du gouvernement pour améliorer leur situation. L'armée disperse une manifestation le 2 octobre, après quoi le gouvernement accepte un certain nombre de revendications. L'épisode illustre qu'il existait un mouvement ouvrier autonome avant Marx.

## Contexte
En 1839, l'industrie de la jeune Belgique traverse une crise économique. Dans la ville textile de Gand, l'industrie cotonnière peine à se remettre de la perte des marchés coloniaux et la concurrence anglaise pèse lourdement. Il y avait aussi de nombreux orangistes, notamment parmi les industriels, qui, après le traité de Londres conclu en avril 1839, voulaient faire une dernière tentative pour défaire la scission belge. Ils essayèrent de capitaliser sur le mécontentement des ouvriers, qui commençait à prendre des proportions menaçantes.
En juillet, le fileur Cesar van Moerkercke écrit au roi Léopold Ier pour demander l'introduction d'un salaire minimum. Le monarque reçoit également une lettre alarmante du conseil provincial sur la situation de l'industrie du lin. Le gouverneur Pierre de Schiervel et le bourgmestre Jean-Baptiste Minne-Barth (nl) sont allés plaider la cause auprès du cabinet Theux, mais leurs paroles rassurantes à leur retour n'ont pas été prises en compte dans la politique gouvernementale. Mi-septembre, 12 des 53 filatures gantoises étaient fermées, les autres ne tournaient pas à pleine capacité. Les salaires des travailleurs du coton avaient chuté et le chômage était endémique. En partie à cause du coût de la vie, les chômeurs et le prolétariat ouvrier étaient confrontés à la faim. Les autorités craignaient que cela ne conduise à des émeutes comme dans le nord de la France.

## Déroulement
Le 29 septembre, après une réunion mouvementée à l'auberge Den Groenen, il est décidé de lancer une pétition qui recueille environ 12 000 signatures. Le lendemain, les ouvriers sortent des filatures dans la rue. Plusieurs centaines ou milliers de défilés sont organisés dans le centre-ville, défilant par usine par groupes de 10 à 15, chacun avec un contremaître en tête. À l'hôtel de ville, ils obtiennent une audience avec le bourgmestre, mais par la suite, les "gris" ont provoqué des troubles. Le ministre De Theux exhorte le gouverneur à prendre des mesures strictes, car il soupçonne une orchestration politique.
Les grévistes continuent à provoquer des troubles dans les jours suivants. Sous l'impulsion de l'orangiste Mast, un arbre de la liberté est incendié et traîné dans les rues. Il y a beaucoup de discussions lors des réunions sur les moyens d'action. Les contremaîtres qui proposent de ne pas organiser de manifestation de masse, mais seulement d'envoyer une délégation, se voient dire que les usines seraient détruites. Le matin du 2 octobre, six à dix mille ouvriers se réunissent avec leurs femmes sur le Vrijdagmarkt. Ils se rendent au palais provincial (nl), où quinze meneurs sont autorisés à faire part de leurs revendications au gouverneur : interdiction des importations de coton et baisse des prix alimentaires. À leur tête se trouve Constant Dossche, dit Pruuke, un courtier en faillite qui n'a en fait rien à voir avec l'industrie textile, mais qui est orangiste. De Schiervel promet de servir de médiateur pour les travailleurs lors de leur retour au travail. Bien que son message ait été bien reçu, des émeutes éclatent sur le Vrijdagmarkt ce jour-là. Le bourgmestre tente de maintenir l'ordre sans effusion de sang, mais comme la situation n'est pas maîtrisée à la tombée de la nuit, le gouverneur De Schiervel ordonne à l'armée de déployer les canons et de dégager la place.
La garnison du commandant local Louis Van de Poele est renforcée dans la soirée avec des troupes amenées par train de Termonde, Audenarde, Anvers et Malines. La cavalerie du général Clump charge au sabre et à la baïonnette et rencontre des pavés. Le jeune « tireur de fil » Pieter Van De Vyver est abattu et 62 personnes sont arrêtées. La situation reste instable pendant quelques jours encore, mais le 5 octobre, la grève est terminée et l'ordre rétabli.

## Réponse politique
Le 3 octobre, le roi préside un conseil des ministres pour discuter des revendications des cotonniers gantois. Ce jour-là, le conseil municipal a également voulu adresser une pétition au roi, mais le gouverneur De Schiervel l'a interdit, pour ne pas sembler céder à la rue. Pourtant, la « peur des gris » est bel et bien le motif qui a poussé le gouvernement à prendre des mesures dans les mois qui ont suivi. La Banque de l'Industrie d'Anvers a secrètement reçu une subvention pour stimuler les prix du coton belge et les grands propriétaires terriens du sénat ont dû accepter une interdiction d'exportation de céréales.
En avril 1840, le démagogue Pruuke Dossche comparaît devant la cour d'assises du Brabant après quelques mois de détention provisoire, qui l'acquitte.